# 出口 (舞台劇)
《出口》，由大衛·林賽-亞拜爾撰寫的舞台劇。最初委託由南海岸話劇團，2005年於太平洋劇作家節首演。而後於紐約市、洛杉磯、費城與匹茲堡相繼演出。於2010年秋天在波多黎各聖胡安推出西班牙語版本。
故事講述的是一個家庭如何在遭逢重大意外後掙扎、蛻變，當中帶有一點喜劇元素。辛西雅·尼克森在紐約演出的版本中飾演女主角蓓卡，並因此獲得托尼獎最佳女主角獎項，本劇也獲托尼獎多項提名。

## 角色（按出場順序）
- 小愛（Izzy）－蓓卡不負責任但心地善良的妹妹。
- 蓓卡（Becca Corbett）－四十出頭，浩伊的妻子。
- 浩伊（Howie Corbett）－四十出頭，蓓卡的丈夫。
- 娜娜（Nat）－小愛與蓓卡的母親。
- 傑森（Jason Willette）－17歲，駕車意外撞死Danny的少年。

### 其他提及角色
- Danny－死於4歲。蓓卡與浩伊的兒子。
- Taz－被Danny跟在後面走得小狗。
- Rick與Debbie－蓓卡與浩伊的朋友，有一個與Danny同齡的女兒Emily。
- Reema－小愛的朋友。
- Auggie－小愛的男朋友，孩子的爸。

## 紐約版
演員包含：
蓓卡—辛西雅·尼克森
浩伊—John Slattery
娜娜—泰恩·黛莉
傑森—John Gallagher, Jr.
小愛—Mary Catherine Garrison

## 臺灣版
由綠光劇團演出，名為《綠光劇團世界劇場Ⅷ【Rabbit Hole－出口】》，演員包含：
蓓卡—姚坤君
浩伊—王耀慶
娜娜—王琄
傑森—鄭凱云
小愛—林微弋

## 電影改編
電影於2011年9月在多倫多國際影展首映，並於同年12月於北美部分影院上映。妮可·基嫚飾演女主角蓓卡（Becca Corbett），該角色原來由尼克森飾演。她同時也是本片的製作人。亞倫·艾克哈特飾演浩伊（Howie Corbett）。約翰·卡麥隆·米契爾執導。其他演員陣容包含黛安·薇絲特、坦米·布蘭查德、吉安卡洛·伊坡托與吳珊卓。
本片主要於紐約州的道格拉斯顿-小颈区拍攝 。

## 獲獎與提名
獲獎
- 普立茲獎戲劇獎
- 托尼獎戲劇類最佳女主角獎－辛西雅·尼克森

提名
- 托尼獎最佳戲劇獎
- 托尼獎戲劇類最佳女配角獎－泰恩·黛莉
- 托尼獎戲劇類最佳導演獎－Daniel Sullivan
- 托尼獎戲劇類最佳布景設計獎－John Lee Beatty

## 腳註
1. ↑  .   [2011-02-15]. （原始内容存档于2009-06-21）.
2. ↑  Hernandez, Ernio."Nicole Kidman to Star in Rabbit Hole Film; Lindsay-Abaire Will Pen Screenplay" （页面存档备份，存于）, playbill.com, January 5, 2007
3. ↑  .   [2009-04-18]. （原始内容存档于2009-04-18）.
4. ↑  .   [2011-02-15]. （原始内容存档于2010-12-27）.

## 外部連結
- 百老匯網路資料庫（IDBD）上《出口》的资料（英文）
- New York Times review, February 3, 2006（页面存档备份，存于）
- New York Times review, September 12, 2008（页面存档备份，存于）